# NGC 3541
NGC 3541 este o emission-line galaxy⁠(d) situată în constelația Cupa. A fost descoperită în 7 februarie 1878 de către Ernst Wilhelm Tempel. Se află la o distanță de 106,89 megaparseci de Pământ.